# Gruta da Capucha - Agostinha
A Gruta da Agostinha é uma gruta portuguesa localizada na freguesia das Bandeiras, concelho da Madalena do Pico, ilha do Pico, arquipélago dos Açores.
Esta cavidade apresenta uma geomorfologia de origem vulcânica em forma de tubo de lava. Apresenta um comprimento de 310 m, por uma largura máxima de 11 m e uma altura também máxima de 5.1 m. Esta formação geológica faz parte da Paisagem Protegida de Interesse Regional da Cultura da Vinha da Ilha do Pico.

## Espécies observáveis
- Acrogalumna longiplumus Acari-Oribatei Galumnidae
- Dometorina plantivaga Acari-Oribatei Scheloribatidae
- Xenillus discrepans azorensis Acari-Oribatei Xenillidae
- Pholcus phalangioides Araneae Pholcidae
- Meta marianae Araneae Tetragnathidae
- Rugathodes pico Araneae Theridiidae
- Lithobius obscurus azoreae Chilopoda Lithobiidae
- Lithobius pilicornis Chilopoda Lithobiidae
- Chaetophiloscia guernei Crustacea Philoscidae
- Talitroides topitorum Crustacea Talitridae
- Disparrhopalites patrizii Collembola Arrhopalitidae
- Pseudosinella ashmoleorum Collembola Entomobryidae
- Pseudosinella azorica Collembola Entomobryidae
- Entomobrya albocincta Collembola Entomobryidae
- Entomobrya multifasciata Collembola Entomobryidae
- Lepidocyrtus curvicollis Collembola Entomobryidae
- Folsomia fimetaria Collembola Isotomidae
- Onychiurus ghidinii Collembola Onychiuridae
- Cixius azopicavus Homoptera Cixiidae
- Cixius azopifajo Homoptera Cixiidae
- Lasius niger Hymenoptera Formicidae